# Campionato Italiano Gran Turismo 2016
Il Campionato Italiano Gran Turismo 2016 è la 14ª edizione del Campionato Italiano Gran Turismo (in inglese Italian GT Championship). Ha avuto inizio il 30 aprile sul circuito di Monza e si è conclusa il 16 ottobre all'Autodromo internazionale del Mugello, dopo 14 gare divise in 7 tappe nei principali circuiti italiani.

## Calendario
| Gara | Gara | Circuito                              | Data         |
| ---- | ---- | ------------------------------------- | ------------ |
| 1    | R1   | Autodromo nazionale di Monza          | 30 aprile    |
| 1    | R2   | Autodromo nazionale di Monza          | 1º maggio    |
| 2    | R1   | Autodromo Enzo e Dino Ferrari         | 28 maggio    |
| 2    | R2   | Autodromo Enzo e Dino Ferrari         | 29 maggio    |
| 3    | R1   | Misano World Circuit Marco Simoncelli | 11 giugno    |
| 3    | R2   | Misano World Circuit Marco Simoncelli | 12 giugno    |
| 4    | R1   | Autodromo internazionale del Mugello  | 16 luglio    |
| 4    | R2   | Autodromo internazionale del Mugello  | 17 luglio    |
| 5    | R1   | Autodromo di Vallelunga               | 10 settembre |
| 5    | R2   | Autodromo di Vallelunga               | 11 settembre |
| 6    | R1   | Autodromo Enzo e Dino Ferrari         | 24 settembre |
| 6    | R2   | Autodromo Enzo e Dino Ferrari         | 25 settembre |
| 7    | R1   | Autodromo internazionale del Mugello  | 15 ottobre   |
| 7    | R2   | Autodromo internazionale del Mugello  | 16 ottobre   |

## Scuderie e piloti
| Team                    | Vettura                     | No.       | Pilota              | Round     |           |
| Super GT3               | Super GT3                   | Super GT3 | Super GT3           | Super GT3 | Super GT3 |
| ----------------------- | --------------------------- | --------- | ------------------- | --------- | --------- |
| Audi Sport Italia       | Audi R8 LMS ultra           | 8         | Filipe Albuquerque  | 1-6       |           |
| Audi Sport Italia       | Audi R8 LMS ultra           | 8         | Laurens Vanthoor    | 7         |           |
| Audi Sport Italia       | Audi R8 LMS ultra           | 8         | Marco Mapelli       | Tutti     |           |
| Imperiale Racing        | Lamborghini Huracàn GT3     | 16        | Mirko Bortolotti    | Tutti     |           |
| Imperiale Racing        | Lamborghini Huracàn GT3     | 16        | Jeroen Mul          | Tutti     |           |
| Imperiale Racing        | Lamborghini Huracàn GT3     | 32        | Giovanni Venturini  | Tutti     |           |
| Imperiale Racing        | Lamborghini Huracàn GT3     | 32        | Stefano Pezzucchi   | 1-6       |           |
| Imperiale Racing        | Lamborghini Huracàn GT3     | 32        | Patrick Kujala      | 7         |           |
| Ombra Racing            | Lamborghini Huracàn GT3     | 12        | Stefano Gattuso     | Tutti     |           |
| Ombra Racing            | Lamborghini Huracàn GT3     | 12        | Alex Frassineti     | Tutti     |           |
| Ebimotors               | Lamborghini Huracàn GT3     | 24        | Fabio Babini        | 4         |           |
| Ebimotors               | Lamborghini Huracàn GT3     | 24        | Emanuele Busnelli   | 4         |           |
| BMW Team Italia         | BMW M6 GT3                  | 15        | Alberto Cerqui      | Tutti     |           |
| BMW Team Italia         | BMW M6 GT3                  | 15        | Stefano Comandini   | Tutti     |           |
| BMW Team Italia         | BMW M6 GT3                  | 50        | Alex Zanardi        | 7         |           |
| Solaris Motorsport      | Aston Martin Vantage V8 GT3 | 7         | Francesco Sini      | Tutti     |           |
| Solaris Motorsport      | Aston Martin Vantage V8 GT3 | 7         | Max Mugelli         | Tutti     |           |
| Easy Race               | Ferrari 488 GT3             | 11        | Daniel Mancinelli   | 1-3, 6    |           |
| Easy Race               | Ferrari 488 GT3             | 11        | Andrea Montermini   | 4         |           |
| Easy Race               | Ferrari 488 GT3             | 11        | Niccolò Schirò      | 5, 7      |           |
| Easy Race               | Ferrari 488 GT3             | 11        | Fernando Geri       | 1-6       |           |
| Easy Race               | Ferrari 488 GT3             | 11        | Jaime Melo          | 7         |           |
| Easy Race               | Ferrari 488 GT3             | 38        | Daniel Mancinelli   | 4         |           |
| Easy Race               | Ferrari 488 GT3             | 38        | Gregory Romanelli   | 4         |           |
| Black Bull Swiss Racing | Ferrari 488 GT3             | 46        | Mirko Venturi       | Tutti     |           |
| Black Bull Swiss Racing | Ferrari 488 GT3             | 46        | Stefano Gai         | Tutti     |           |
| Antonelli Motorsport    | Lamborghini Huracàn GT3     | 25        | Riccardo Agostini   | Tutti     |           |
| Antonelli Motorsport    | Lamborghini Huracàn GT3     | 25        | Alberto di Folco    | 1-6       |           |
| Antonelli Motorsport    | Lamborghini Huracàn GT3     | 25        | Loris Spinelli      | 7         |           |
| Antonelli Motorsport    | Lamborghini Huracàn GT3     | 9         | Adrian Zaugg        | 7         |           |
| Antonelli Motorsport    | Lamborghini Huracàn GT3     | 9         | Alberto di Folco    | 7         |           |
| Drive Technology Italia | Nissan GT-R Nismo GT3       | 23        | Lorenzo Bontempelli | 1-4       |           |
| Drive Technology Italia | Nissan GT-R Nismo GT3       | 23        | Sean Walkinshaw     | 5-6       |           |
| Drive Technology Italia | Nissan GT-R Nismo GT3       | 23        | Francesca Linossi   | 1-6       |           |

## Classifiche
Solo i migliori dodici piazzamenti contano per la classifica finale.

### Team

#### Super GT3
| Pos       | Team                    | N.        | Vettura                     | MNZ       | MNZ       | IMO       | IMO       | MIS       | MIS       | MUG       | MUG       | VAL       | VAL       | IMO       | IMO       | MUG       | MUG       | Punti     | Validi    |
| Super GT3 | Super GT3               | Super GT3 | Super GT3                   | Super GT3 | Super GT3 | Super GT3 | Super GT3 | Super GT3 | Super GT3 | Super GT3 | Super GT3 | Super GT3 | Super GT3 | Super GT3 | Super GT3 | Super GT3 | Super GT3 | Super GT3 | Super GT3 |
| --------- | ----------------------- | --------- | --------------------------- | --------- | --------- | --------- | --------- | --------- | --------- | --------- | --------- | --------- | --------- | --------- | --------- | --------- | --------- | --------- | --------- |
| 1         | Black Bull Swiss Racing | 46        | Ferrari 488 GT3             | 3         | 1         | 6         | 7         | 7         | 1         | 4         | 3         | 3         | 6         | 1         | 4         | 1         | 6         | 153       | 147       |
| 2         | Audi Sport Italia       | 8         | Audi R8 LMS                 | 1         | 9         | 2         | 1         | 3         | 2         | 5         | 5         | 4         | 5         | 4         | 2         | 3         | 3         | 150       | 141       |
| 3         | Antonelli Motorsport    | 25        | Lamborghini Huracàn GT3     | 7         | 2         | 4         | 3         | Ret       | 4         | 1         | Ret       | 2         | 1         | 6         | 5         | 7         | 8         | 115       | 115       |
| 4         | Imperiale Racing        | 16        | Lamborghini Huracàn GT3     | 2         | 3         | 1         | 9         | ES        | ES        | 12        | 1         | 6         | 3         | 3         | 1         | 10        | NP        | 108       | 108       |
| 5         | Ombra Racing            | 12        | Lamborghini Huracàn GT3     | Ret       | 8         | 7         | 4         | 6         | 3         | 2         | 4         | 1         | 10        | 7         | 9         | 2         | Ret       | 93        | 93        |
| 6         | BMW Team Italia         | 15        | BMW M6 GT3                  | 4         | 10        | NP        | 5         | 1         | 9         | 11        | 2         | 7         | 4         | 5         | 3         | 11        | 4         | 88,5      | 88,5      |
| 7         | Solaris Motorsport      | 7         | Aston Martin Vantage V8 GT3 | 6         | 7         | 3         | 6         | 2         | 7         | 7         | Ret       | 5         | 9         | 2         | 6         | 8         | Ret       | 78,5      | 78,5      |
| 8         | Easy Race               | 11        | Ferrari 488 GT3             | 9         | 5         | 5         | Ret       | Ret       | 6         | 10        | 8         | 9         | 2         | Ret       | 7         | 4         | 2         | 69        | 69        |
| 9         | Imperiale Racing        | 32        | Lamborghini Huracàn GT3     | 8         | 4         | ES        | 2         | 5         | 5         | 6         | 10        | 10        | 7         | 8         | 8         | 5         | 5         | 53,5      | 52,5      |
| 10        | Drive Technology Italia | 23        | Nissan GT-R Nismo GT3       | 5         | 6         | 8         | 8         | 4         | 8         | 8         | 7         | 8         | 8         | NP        | NP        |           |           | 40,5      | 40,5      |
| 11        | BMW Team Italia         | 50        | BMW M6 GT3                  |           |           |           |           |           |           |           |           |           |           |           |           | 4         | 1         | 25        | 25        |
| 12        | Easy Race               | 38        | Ferrari 488 GT3             |           |           |           |           |           |           | 3         | 6         |           |           |           |           |           |           | 17        | 17        |
| 13        | Antonelli Motorsport    | 9         | Lamborghini Huracàn GT3     |           |           |           |           |           |           |           |           |           |           |           |           | 9         | 7         | 6         | 6         |
| 14        | Ebimotors               | 24        | Lamborghini Huracàn GT3     |           |           |           |           |           |           | 9         | 9         |           |           |           |           |           |           | 4         | 4         |
| Pos       | Team                    | N.        | Vettura                     | MNZ       | MNZ       | IMO       | IMO       | MIS       | MIS       | MUG       | MUG       | VAL       | VAL       | IMO       | IMO       | MUG       | MUG       | Punti     | Validi    |

| Colore  | Risultato             |
| ------- | --------------------- |
| Oro     | Vincitore             |
| Argento | 2º posto              |
| Bronzo  | 3º posto              |
| Verde   | Finito a punti        |
| Blu     | Finito senza punti    |
| Viola   | Ritirato (Rit)        |
| Viola   | Non classificato (NC) |
| Rosso   | Non qualificato (NQ)  |
| Nero    | Squalificato (SQ)     |
| Bianco  | Non partito (NP)      |
| Bianco  | Non ha gareggiato     |
| Bianco  | Infortunato (INF)     |
| Bianco  | Escluso (ES)          |
| Bianco  | Gara cancellata (C)   |